# Teren (antropologia)
Teren – przestrzeń przeprowadzania badań terenowych, mających na celu wywołanie wiedzy antropologicznej.

## Tradycyjna definicja
Tradycyjnie przyjmuje się pojęcie terenu jako pierwotnie obce i odległe terytorium od codziennego środowiska badacza. Takie ujęcie skutkowało fizycznym przemieszczeniem się oraz wytworzeniem granic, które usytuowały obszar badań. Jest to forma, w której składową opisu stają się też pojęcia doświadczenia w czasie oraz przygodność. Taka forma badań była wynikiem procesów postkolonialnych, które wytworzyły podziały na bliskie (Europa) i egzotyczne obszary (pozostałe kontynenty).

## Nowe definicje
Antropologia jako dziedzina zajmująca się zjawiskami i procesami społecznymi, których jest efektem, ulega wraz z nimi przeobrażeniom. Chociaż część badaczy nadal prowadzi badania według tradycyjnego schematu, to pojawiły się inne kierunki zainteresowań niż izolowane społeczności. Zmieniono założenia, że antropolog bada miejsca, grup ludzi, a przedmiotem jego zainteresowań jest śledzenie zjawisk, idei i praktyk. Teren przestał być tylko przestrzenią geograficzną określoną w czasie, a stał się czymś wytworzonym przez historię, politykę i zamieszkującą go społeczność. Te założenia spowodowały odejście od tradycyjnego modelu badań terenowych, w wyniku czego badacze zostali zmuszeni do poszukiwania nowych sposobów na dotarcie i przyjrzenie się zjawiskom i procesom społecznym. Obecnie nie ma jednej definicji terenu- zależnie od celu badań, badacz musi wypracować swoją własną jego definicje i głębokość. Teren stał się kategorią sytuacyjną i naoczną, którą badacz przyjmuje jako własny teren badań. Za badania terenowe uznaje się, np.: te przeprowadzone w miejscu zamieszkania badacza, we wspólnotach (np.: religijnych) rozmieszczonych w różnych rejonach, czy badania telefoniczne i internetowe.